# Linus Yale
Linus Yale (Middletown (Connecticut), 27 april 1797 – Newport, Herkimer County, New York, 8 augustus 1858) was een Amerikaans uitvinder en is met name bekend als de uitvinder van het cilinderslot en fabrikant van sloten die zijn naam dragen.
Als kind verhuisde hij met zijn ouders van Middletown naar Salisbury in Herkimer County, New York. Yale opende in de vroege jaren 1840 in het nabijgelegen Newport een slotenfabriek, gespecialiseerd in banksloten. In 1850 werd zijn zoon, Linus Yale Jr. (1821 - 1868), ook werkzaam in het bedrijf. Hij hield zich bezig met het verbeteren van het cilinderslot van zijn vader, zodat het kleiner en veiliger werd en in massa geproduceerd kon worden.
Andere patenten op naam van Linus Yale Sr. zijn de dorsmachine, de brandkast, het combinatieslot en een verbetering van het hangslot.